# Lo sciupafemmine
Lo sciupafemmine è un film commedia brasiliano del 1988 diretto dal regista italiano Michele Massimo Tarantini.

## Trama
Peppino e Carlo sono i proprietari di un'azienda brasiliana sull'orlo del fallimento e onde evitare la bancarotta accettano le condizioni contrattuali di Lacter, un facoltoso imprenditore tedesco. Lacter, da sempre impenitente donnaiolo, conosce casualmente Lucia, la moglie di Carlo, decidendo di sedurla. Il piano di Peppino, all'oscuro del fatto che Lacter ha preso una sbandata per Lucia, è quello di servirsi di Joana, una prostituta da presentare come moglie di Carlo in modo da convincere l'imprenditore tedesco a firmare un contratto di lavoro, indispensabile per la salvezza dell'azienda.
La presenza di Lucia nell'albergo di Rio De Janeiro (poiché convinta dalla madre che Carlo abbia una relazione adulterina) dove alloggiano Peppino, Carlo, Joana, Lacter e Sebastian, il suo segretario, crea una serie di equivoci a catena che finiscono, loro malgrado, per disturbare il lavoro di un cameriere e del portiere, la luna di miele di Riccardo e Patrizia e i tentativi maldestri di un aspirante suicida. Tra l'altro, Peppino è costretto a vedersela continuamente con una donna corpulenta invaghitasi di lui a causa di un errore.
Lacter, per raggiungere il suo obiettivo, dice a Sebastian di prendere il suo posto per l'incontro di lavoro tra Carlo e Peppino, anche se questo si rivelerà essere un tradimento di Lucia e un sopruso per Carlo da parte di Sebastian, in quanto ambedue gli uomini approfitteranno della situazione a loro vantaggio. L'unico che uscirà indenne da questa serie di sotterfugi, sarà Peppino che, legatosi a Joana, prenderà il posto di Vigo, il suo ex protettore.